# 4990 Trombka
4990 Trombka è un asteroide della fascia principale. Scoperto nel 1981, presenta un'orbita caratterizzata da un semiasse maggiore pari a 2,2320515 UA e da un'eccentricità di 0,1781002, inclinata di 3,88773° rispetto all'eclittica.